# بی‌خیال
بی‌خیال (به انگلیسی: Nevermind) دومین آلبوم استودیویی گروه راک آمریکایی نیروانا است که در ۲۴ سپتامبر ۱۹۹۱ منتشر شد. تهیه‌کنندهٔ بی‌خیال بوچ ویگ بود و این، نخستین آلبوم گروه بود که از طریق دی‌جی‌سی رکوردز منتشر می‌شد. خوانندهٔ اصلی کرت کوبین در این آلبوم توجهش را به ساختِ قطعاتی معطوف کرد که از آنچه که به‌صورت روتین توسط گروه‌های راک سیاتلی ارائه می‌شد متفاوت باشند و ساختارِ ترانه‌ها به‌گونه‌ای باشد که مسیر رفت و برگشتی از شلوغی به آرامش و بالعکس را طی کنند. بی‌خیال باعث شد تا نیروانا از یک گروه زیرزمینی تبدیل به یک گروه مشهور در سطح بین‌المللی شود.
آلبوم در زمان انتشار در ایالات متحده به‌سرعت محبوب شد و تمام ۵۰٬۰۰۰ نسخهٔ اولیه در زمان کوتاهی به‌فروش رسید به‌شکلی که برای مدتی نایاب شد. بی‌خیال نخستین آلبومی بود که پیدایش موسیقی گرانج را نوید داد و آن سبک را تبدیل به یک پدیدهٔ بین‌المللی کرد. بی‌خیال همچنین نخستین آلبوم موسیقی پانک است که نزد اکثریت مخاطب عام بسیار محبوب شد. آلبوم به‌سرعت وارد جدول ۱۰ آلبوم پرفروش روز آمریکا شد و خطرناک مایکل جکسون را از صدر جدول پرفروش‌ترین آلبوم‌ها به‌زیر کشید. بی‌خیال در زمان انتشارش در بریتانیا تا رتبهٔ ۷اُم جدول پرفروش‌ترین آلبوم‌ها صعود کرد و به‌مدت ۹۰ هفتهٔ متوالی (از اکتبر ۱۹۹۱ تا ژوئن ۱۹۹۳) در آن جدول حضور داشت.
نشریهٔ رولینگ استون این اثر را آمیزه‌ای از آکوردهای گیرا، انرژی دیوانه‌وار، صداهای کنترل شده و ساختار قوی و ملودیک معرفی کرده و شیوهٔ اجرای قطعات آلبوم را هارد راک روتینی دانسته که مانند آثار سانیک یوث و پیکسیز آغاز می‌شود اما با جیغ‌های جنون‌آمیز خواننده و صدای گوش‌خراش گیتار دیسترت‌شده همه چیز ویران می‌شود. بی‌خیال از آلبوم‌هایی بود که در سال‌های آغازین دههٔ ۱۹۹۰ به دوران محبوبیت مطلق هنرمندان هیر متال خاتمه داد و یک تغییر سلیقهٔ حیاتی در میان مخاطبان موسیقی راک پدیدآورد.
بی‌خیال از زمان انتشارش تا تاریخ ۲۴ مارس ۱۹۹۹ ۱۰ گواهی پلاتینیوم را از آن خود کرد و در نهایت به‌عنوان چهارمین آلبوم آلترنتیو راک تاریخ که فروشی بیش از ۱۰ میلیون نسخه داشت، گواهی‌نامهٔ الماس انجمن صنعت ضبط آمریکا را دریافت کرد.

## پیش‌زمینه

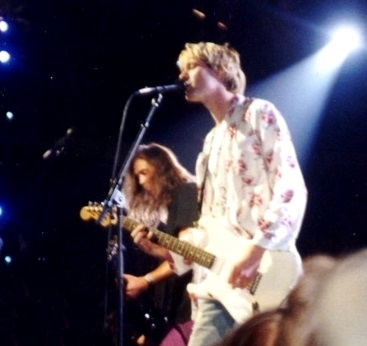
کورت کوبین (جلو) و کریست نووسلیچ (سمت چپ) در مراسم جوایز موسیقی ویدئویی ام تی وی ۱۹۹۲

نیروانا گروهی بود که توسط کورت کوبین و کریست ناواسلیک در ابردین، واشینگتن پایه‌گذاری شده بود. آن‌ها با یک ناشر مستقل به نام ساب پاپ قراردادی امضا کرده بودند. گروه نخستین آلبوم خود که ضدعفونی نام داشت را در ۱۹۸۹ منتشر کرد که چاد چنینگ به عنوان نوازنده درامز در تهیه این آلبوم حضور داشت. با این حال، چنینگ در سال ۱۹۹۰ گروه را ترک کرد و گروه به‌دنبال یک درامر دائمی می‌گشت. ناواسلیک و کوبین در یک کنسرت گروه هاردکور پانک اسکریم، تحت تأثیر درامر آنها، دیو گرول قرار گرفتند. وقتی که گروه اسکریم به‌طور ناگهانی از هم پاشید گرول با ناواسلیک تماس گرفت و به سیاتل، واشینگتن رفت و به زودی از او برای پیوستن به گروه دعوت شد. ناواسلیک بعدها در این باره گفت که وقتی گرول وارد گروه شد «همه‌چیز سر جای خودش بود»
در همان حوالی کوبین مشغول نوشتن شماری آهنگ تازه بود. در آن هنگام کوبین مشغول گوش کردن آثار گروه‌هایی همچون R.E.M. ، ملوینز، اسمیترینز و پیکسیز بود. کوبین ناراحت از موسیقی راک بدآوا و سنگینی که در صحنه گرانج سیاتل محبوبیت داشت و ساب پاپ هم نیروانا را این‌گونه شناسانده بود با تأثیر گرفتن از هنرمندانی که آن موقع به آن‌ها علاقه داشت، شروع به نوشتن آهنگ‌هایی ملودیک‌تر کرد.
تک‌آهنگ Sliver که یک پیشرفت کلیدی محسوب می‌شد در سال ۱۹۹۰ توسط ساب پاپ منتشر شد (پیش از آنکه گرول به گروه بپیوندد). کوبین گفته است «مثل یک اعلامیه بین راهی بود. من باید یه آهنگ پاپ می‌نوشتم و به صورت تک‌آهنگ منتشر می‌شد تا مردم برای آثار بعدی ما آماده شوند. من می‌خواستم آهنگ‌های اینجوری بیشتری بنویسم.» گرول گفته است که گروه در آن موقع اغلب تمایل داشت موسیقی‌اش را به موسیقی بچه‌ها شبیه کند به این صورت که آهنگ‌ها را تا جای ممکن ساده بسازد.
در آغازی دهه ۱۹۹۰ ساب پاپ دچار برخی مشکلات مالی شده بود. شایعه‌هایی هم وجود داشت که ساب پاپ قصد دارد با یک ناشر سطح بالا قراردادی را امضا کند و عضو تابع آن شود. گروه تصمیم گرفت که «واسطه را از بین ببرد و به دنبال یک ناشر سطح بالا بگردد» شماری از ناشرها برای همکاری با گروه ابراز علاقه کردند اما نیروانا سرانجام با پیشنهاد شرکت سرمایه‌گذاری گلد مونتین، با ناشر تابعه گفن رکوردز، دی‌جی‌سی رکوردز قرارداد بست. کلد مونتین همچنین سرمایه‌گذار گروه‌هایی بود که مورد توجه گروه نیروانا قرار داشتند از جمله سانیک یوث.

## ضبط و تهیه‌کنندگی

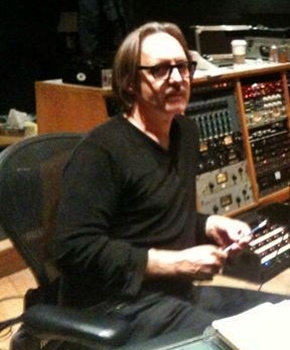
بوچ ویگ، تهیه‌کننده آلبوم بی‌خیال

در اوایل ۱۹۹۰، نیروانا شروع به برنامه‌ریزی برای دومین آلبومش برای ساب پاپ کرد که نام موقت آن را گوسفند انتخاب کرده بودند. بروس پاویت، رئیس ساب پاپ، بوچ ویگ را به عنوان یکی از کاندیدها برای تهیه‌کنندگی آلبوم پیشنهاد کرد. نیروانا خصوصاً از کار ویچ با کیلدوزر راضی بود و به ویگ گفتند «ما می‌خواهیم به اندازه آن اثر سنگین بنوازیم.» در آوریل ۱۹۹۰، باند به اسمارت استودیوز در مدیسون، ویسکانسین رفت تا کار بر روی آلبوم را آغاز کند. بیشتر کارهای مقدماتی آهنگ‌ها در همان زمان به اتمام رسید اما کوبین هنوز مشغول کار بروی متن آهنگ‌ها بود و گروه هنوز تصمیم نگرفته بود که چه آهنگ‌هایی را برای ضبط شدن انتخاب کند. سرانجام، هشت آهنگ ضبط شدند: Immodium که بعدها به Breed تغییر نام یافت، Dive که بعدها به عنوان آهنگ پشت صفحه Sliver منتشر شد In Bloom, Pay to Play" که در نهایت با اشعاری تازه به Stay Away تغییر نام یافت، Sappy, Lithium, Here She Comes Now (در آلبوم یادبود ولوت آندرگراند: جلد اول بهشت و جهنم منتشر شد) و Polly. گروه قصد داشت تا ترانه‌های بیشتری را هم ضبط کند اما صدای کوبین بر سر ترانه Lithium گرفته بود و نیروانا مجبور شد ضبط را تعطیل کند. آن‌ها به ویگ گفتند که گروه برای ضبط کردن آهنگ‌های بیشر خواهد برگشت. اما برای مدتی خبری نشد. در عوض، نیروانا از این جلسات ضبط به عنوان یک نوار دمو برای پیدا کردن یک ناشر تازه استفاده کرد. در عرض چند ماه، این نوار بین ناشرهای سطح بالا می‌چرخید و آوازهٔ گروه را پیچانده بود.
پس از عقد قرارداد با دی‌جی‌سی، چندین نفر برای تهیه‌کنندگی آلبوم پیشنهاد شدند از جمله Scott Litt, David Briggs و Don Dixon اما نیروانا همچنین قصد داشت با بوچ ویگ همکاری کند. ناواسلیک در سال ۲۰۰۱ گفت که گروه هنوز از همکاری با یک ناشر سطح بالا دست‌پاچه بود و تهیه‌کننده‌هایی که دی‌جی‌سی پیشنهاد کرده بود برای کار بر روی آلبوم دستمزدشان را به صورت درصدی می‌خواستند. در عوض، گروه بر روی کار با ویگ اصرار داشت، چرا که از همکاری با او احساس راحتی می‌کردند. نیروانا در می و ژوئن ۱۹۹۱ در استودیوهای Sound City در Van Nuys کالیفرنیا به ضبط آلبوم بی‌خیال پرداخت که بودجه‌ای برابر با ۶۵ هزار دلار هزینه داشت. نیروانا در آغاز در مار و آوریل ۲۰۰۱ برای ضبط آلبوم آماده شد اما با وجود مشتاق بودن گروه برای شروع جلسات ضبط، این جلسات مرتب به عقب می‌افتادند. برای فراهم شدن هزینه سفر به لس آنجلس، نیروانا یک کنسرت زنده اجرا کرد که ترانه Smells Like Teen Spirit را هم برای نخستین‌بار در این کنسرت اجرا کرد. گروه قبل از شروع شدن جلسات ضبط، شماری نوار تمرینی که حاوی ترانه‌های ضبط شده در Smart Studios و همین‌طور ترانه‌های تازه ضبط شده Smells Like Teen Spirit و Come as You Are بود را برای ویگ فرستادند.
وقتی که گروه به کالیفرنیا رسید قبل از شروع شدن جلسات ضبط، چند روز نخست را به ویگ مشغول تنظیم کردن ترانه‌ها کردند. از بین آهنگ‌هایی که در Smart Studios ضبط شده بود تنها آهنگی که استفاده شد آهنگ Polly بود که چاد چنینگ در آن cymbal crashe را نواخته بود. وقتی که جلسات ضبط آغاز شد گروه روزی هشت تا ده ساعت کار می‌کرد. اعضای گروه تمایل داشتند تنها دو یا سه بار برای برداشت کردن هر آهنگ تلاش کنند اگر برداشتی راضی‌کننده نبود آن‌ها برداشت قسمت دیگری را امتحان می‌کردند. گروه پیش از شروع جلسات آنقدر آهنگ‌ها را تمرین کرده بودند که اغلب تنها به دو یا سه برداشت نیاز بود. ناواسلیک و گروه در عرض چند روز برداشت‌های خود را به اتمام رساندند ما کوبین مجبور بود بیشتر بر روی overdubsهای گیتار، آواز و خصوصاً اشعار کار می‌کرد (که گاهی نوشتن اشعار ترانه‌ها تنها چند دقیقه قبل شروع ضبط به اتمام می‌رسید) کوبین در برخی از برداشت‌ها کلمات را آنقدر یکسان و مشابه ادا می‌کرد که ویگ برداشت‌ها را با هم میکس می‌کرد تا overdubs (فارسی؟) ایجاد کند. ویگ گفته است که او اغلب مجبور بوده کوبین را برای ضبط کردن برداشت‌های اضافه گول بزند چرا که کوبین از تلاش مجدد برای ضبط آهنگ‌ها بیزار بوده است. از جمله اینکه ویگ کوبین را به این شکل قانع کرده بود تا برای آهنگ In Bloom صدای دوترکه قرار دهد که به او گفته بود «جان لنون هم این کار رو کرده». با اینکه جلسات ضبط عموماً به خوبی پیش می‌رفت. ویگ اظهار داشته که کوبین گاهی اخمو و سخت‌گیر می‌شده. «برای یک ساعت خوب بود و بعدش یه گوشه می‌نشست و تا یک ساعت هیچ چیز نمی‌گفت».
پس از به پایان رسیدن جلسات ضبط، ویگ و اعضای گروه شروع به میکس کردن آلبوم کردند. با این حال، پس از گذشت چند روز، هم و ویگ و هم اعضای گروه دریافتند که از نتیجه میکس‌ها راضی نیستند. در نتیجه، آن‌ها تصمیم گرفتند که یک نفر دیگر را برای نظارت بر روی میکس ترانه‌ها بکار بگیرند و دی‌جی‌سی لیستی از گزینه‌های پیشنهادی را در اختیار آن‌ها قرار داد. این لیست حاوی اشخاص نام‌آشنایی بود از جمله Scott Litt (که به خاطر همکاری با R.E.M. شناخته می‌شود) و Ed Stasium (که به خاطر همکاری با The Smithereens شناخته می‌شود). با این حال، کوبین از این می‌ترسید که استفاده کردن از ایت اشخاص باعث می‌شود تا آهنگ‌هایشان شبیه به آهنگ‌های این گروه‌ها شوند. در عوض، کوبین از انتهای لیست Andy Wallace را انتخاب کرد که در تهیه‌کنندگی آلبوم سال ۱۹۹۰ گروه Slayer's به نام Seasons in the Abyss هم نقش داشته است. ناواسلیک به یاد می‌آورد که «ما گفتیم، خودشه، چون آن آثار Slayer بسیار سنگین بودند». والاس شماری جلوه ویژه گوناگون بر روی آهنگ‌ها قرار داد و صدای درامز را هم بالاتر برد هر روز میکس یک ترانه به اتمام می‌رسید. هم والاس و هم ویگ سال‌ها بعد اشاره‌کرده‌اند که روه به محض شنیدن آثار والاس، از آن‌ها خوششان آمده بود. با این حال پس از منشتر شدن آلبوم، اعضای نیروانا از صدای صیقل‌داده شده آلبوم ابراز ناخرسندی کردند. کوبین بعدها گفت که «با یادآوری روزهای تهیه کردن آلبوم بی‌خیال، خجالت‌زده می‌شوم بیشتر شبیه آثار Mötley Crüe می‌مونه تا یه اثر پانک راک»
آلبوم بیخیال در بعدازظهر دوم اوت در آزمایشگاه مسترینگ در هالیوود، لس آنجلس مستقر شد. Howie Weinberg، وقتی که کسی در استودیو نبود به تنهایی شروع به کار کردن بر روی آلبوم کرد در همین اوقات، نیروانا، اندی والاس و Gary Gersh از راه رسیدند که Weinberg بیشتر قسمت‌های آلبوم را مستر کرده بود. یکی از ترانه‌هایی که در این جلسه مستر شده بود یک ترانه مخفی به نام Endless, Nameless بود و قرار بر این بود که در انتهای ترانه Something in the Way قرار داده شود اما اشتباهاً در نخستین نسخه‌های آلبوم جا افتاد. Weinberg به یاد می‌آورد که «در آغاز، قرار دادن این ترانه در انتهای آلبوم فقط در حد یه حرف بود شاید من گفته‌های اون‌ها رو بد تعبیر کردم می‌تونید این رو اشتباه من بدونیم اگه اینطور می‌خواید. شاید وقتی که نیروانا و شرکت بهم در این مورد گفتند اون رو روی جایی ننوشتم [تا یادم بمونه]. خب، وقتی که اون‌ها بیست‌هزار یا بیشتر سی‌دی، آلبوم، نوار کاست اولی رو تولید کردند این ترانه توی اون‌ها قرار نداشت». وقتی که گروه پس از گوش کردن به یک نسخه از آلبوم متوجه شد این ترانه در انتهای آن قرار ندارد کوبین با Weinberg تماس گرفت و درخواست کرد این اشتباه را جبران کند. Weinberg برای نسخه‌های آینده آلبوم، بین نقطه‌ای که ترانه Something in the Way تمام می‌شد تا نقطه شروع این ترک مخفی، ۱۰ دقیقه سکوت قرار داد.

## اشعار
گرول گفته است که یک بار کوبین به او گفته است «اول موسیقی، بعد شعر» و گرول معتقد بود که کوبین بیشتر از همه‌چیز بر روی ملودی‌های ترانه‌هایش تمرکز کرده بود. کوبین در حین ضبط آلبوم، هنوز هم در حال کردن بر روی اشعار آلبوم بود. مازاد بر این، فهمیدن عباراتی که کوبین در متن اشعار استفاده کرده اغلب مشکل هستند. ویگ در این باره گفته است که واضح بودن آواز کوبین خیلی اهمیت نداشته. ویگ گفته است که «حتی اگر شما شما نتوانید به خوبی تشخیص دهید که اشعار در چه موردی است اما می‌دانید که به‌شدت رنج‌آور هستند». بعدها وقتی که روزنامه‌نگاران راک تلاش کردند اشعار آهنگ را رمزگشایی کنند و معانی‌ای از آن استخراج کنند کوبین اظهار داشت که «چرا ژورنالیست‌ها اصرار دارن یه ارزیابی فرویدی درجه‌دوم از اشعار آهنگ‌های من انجام بدن، درحالی‌که توی ۹۰٪ موارد اون‌ها رو به اشتباه نقل می‌کنند؟»
چارلز کراس که در سال ۲۰۰۱ یک بیوگرافی از نیروانا تحت عنوان «قوی‌تر از خدا» نوشته بود اظهار داشت که بسیاری از ترانه‌هایی که برای آلبوم بی‌خیال نوشته شده، دربارهٔ رابطه ناسالم کوبین با Tobi Vail بوده است. پس از اینکه این رابطه تمام شد کوبین شروع به نوشتن و نقاشی کردن در مورد صحنه‌های خشونت‌آمیز کرد که بسیاری از آن‌ها نشان‌دهنده نفرتش از خود و دیگران بودند. آهنگ‌هایی که طی این دوره نوشته شده بود کمتر خشونت‌آمیز بود اما هنوز منعکس‌کننده عصبانیتی بود که در آثار اولیه کوبین وجود نداشت. کراس نوشته است که: در چهار ماه بعد از جدایی آنها، کورت نیمی از آهنگ‌های خاطره‌انگیزش را نوشت، که همه آنها در مورد Tobi Vail بودند. Drain You با جمله «یه بچه به یکی دیگه می‌گه از دیدنت خوشحالم» که همان چیزی است که یک بار Vail با کوبین گفته بود و همین‌طور جمله «حالا وظیفه من هست که تو را کاملاً تخلیه کنم» اشاره به تسلط Vail بر کوبین در رابطه دارد. بر پایه گفته ناواسلیک «Lounge Act دربارهٔ Tobi بود» و آهنگ جمله «خودم را محبوس می‌کنم، سپری می‌پوشم» اشاره به خالکوبی نشان‌واره K Records بر روی دستانش به منظور تحت تأثیر قرار دادن Vail دارد. هرچند که Lithium قبل از آشنایی کوبین و Vail نوشته شده بود اشعار این ترانه هم طوری تغییر یافتند که او را مورد هدف قرار دهند.

## بسته‌بندی
جلد آلبوم بی‌خیال یک نوزاد پسر را تنها در زیر آب نشان می‌دهد که سعی می‌کند یک اسکناس دلار آمریکایی بسته شده به قلاب ماهی‌گیری را بگیرد اما اسکناس خارج از دسترس او قرار دارد. بر پایه گفته کوبین، وقتی که با گرول مشغول تماشای یک برنامه تلویزیونی در مورد زایمان در آب بودند ایده این تصویر به ذهن او خطور کرده بود. کوبین این ایده را با کارگردان هنری گفن، رابرت فیشر در میان گذاشت. فیشر شماری تصویر کتابخانه‌ای از زایمان در زیر آب پیدا کرد اما آن‌ها برای کمپانی ناشر بیش از حد واضح و تکان‌دهنده بودند. همین‌طور شرکت کارگزاری که صاحب تصویری که آن‌ها انتخاب کرده بودند بود سالی $۷٬۵۰۰ دلار برای استفاده از آن می‌خواست بنابراین فیشر عکاسی را به یک استخر بچه‌گانه فرستاد تا عکس‌هایی تهیه کند. پنج عکس گرفته شد و اعضای باند تصویری که متعلق به یک بچه سه‌ماهه به نام Spencer Elden بود را انتخاب کردند Spencer Elden فرزند دوست عکاس بود. با این حال، نگرانی‌هایی در مورد نمایان بودن آلت تناسلی نوزاد وجود داشت. گفن نسخه‌ای از تصویر آماده کرد که آلت تناسلی نوزاد در آن نمایان نبود چرا که آن‌ها می‌ترسیدند باعث رنجاندن مردم شود. اما وقتی که کوبین به آن‌ها گفت تنها حاضر به قبول کردن نسخه‌ای است که برچسبی بر روی آلت تناسلی نوزاد چسبیده باشد و بر روی آن نوشته شده باشد که «اگر این شما رو ناراحت می‌کنه، پس شما باید در خفا یک بچه‌باز باشید» آن‌ها کوتاه آمدند.
اسپنسر الدن از زمان نوجوانی خودش بارها این تصویر را در سنین مختلف و در سالگرد ۱۰، ۲۰ و ۲۵ سالگی آلبوم بازسازی کرده در حالی که مایوی شنا بر تن داشته است.
در پشت جلد آلبوم، تصویری از یک میمون پلاستیکی در کولاژی که کوبین طراحی کرده بود قرار داشت. کولاژ تصاویری از گوشت خام گاو که از تبلیغات یک سوپرمارکت گرفته شده بود تصاویری از دوزخ دانته و تصاویری از واژن‌های بیمار که از کلکسیون تصاویر پزشکی کوبین گرفته شده بود را به تصویر می‌کشید. کوبین گفته است که «اگر از نزدیک نگاه کنید تصویری از گروه کیس بر روی گوشت گاو خواهید دید». دفترچه‌ای که به همراه آلبوم بود متن کامل اشعار ترانه‌ها را در برنداشت، در عوض به صورت تصادفی حاوی اشعاری از بعضی از آهنگ‌ها و همچنین حاوی تکه‌شعرهایی استفاده نشده در آلبوم بود که کوبین آن‌ها را مانند یک شعر مرتب کرده بود.

### شکایت حقوقی
در اوت ۲۰۲۱ Spencer Elden به خاطر انتشار عکس برهنه خود از گروه نیروانا شکایت کرد. وکیل اسپنسر الدن گفته تصویر اسکناس یک دلاری بر قلاب ماهی‌گیری که بعداً در طرح گنجانده شده، این موضوع را تداعی می‌کند که این کودک، همانند یک کارگر جنسی است. در این شکایت همچنین ادعا شده که نیروانا قول داده بود که آلت جنسی کودک را بپوشاند اما بعداً از این کار خودداری کرده است. اسپنسر الدن گفته بود وقتی می‌شنیده که چقدر پول از این آلبوم به دست آمده اما خودش سهمی نداشته، آشفته می‌شده است. او گفته که نمایش همه آلت تناسلی او باعث شده فکر کند که بخشی از حقوق انسانی او زیر پا گذاشته شده است.
در سال ۲۰۰۸ ریک، پدر اسپنسر به ان‌پی‌آر گفته بود که در سال ۱۹۹۱ کرک ودل، عکاس پروژه نیروانا که دوست آنها بوده، به او ۲۰۰ هزار دلار برای عکاسی از پسرش پیشنهاد داده است. او همچنین گفته بود آنها در یک مهمانی کنار استخر بودند و معلوم نبوده چه خبر است. پس از عکاسی در استخر، خانواده ماجرا را فراموش کرده بودند تا اینکه عکس پسرشان را در رسانه‌ها دیدند.
در ژانویه ۲۰۲۲ اسپنسر ایدن پس از رد شکایتش در انتشار عکس برهنه خود، بار دیگر از نیروانا با اتهام سوءاستفاده جنسی شکایت کرد.

## انتشار
| بررسی انتقادی    | بررسی انتقادی |
| منبع             | رتبه‌بندی      |
| ---------------- | ------------- |
| شیکاگو تریبون    | [ ۱۸ ]        |
| انترتینمنت ویکلی | A−            |
| لس آنجلس تایمز   | [ ۲۰ ]        |
| ان‌ام‌ئی           | ۹/۱۰          |
| کیو              | [ ۲۲ ]        |
| رولینگ استون     | [ ۲۳ ]        |
| سلکت             | ۴/۵           |
| ویلج ویس         | A−            |

| بررسی انتقادی              | بررسی انتقادی |
| منبع                       | رتبه‌بندی      |
| -------------------------- | ------------- |
| آل‌میوزیک                   | [ ۲۵ ]        |
| ای.وی. کلاب                | A             |
| بلندر                      | [ ۲۷ ]        |
| Christgau's Consumer Guide | A             |
| دیلی تلگراف                | [ ۲۹ ]        |
| پیچفورک                    | ۱۰/۱۰         |
| کیو                        | [ ۳۱ ]        |
| رولینگ استون               | [ ۳۲ ]        |
| راهنمای آلبوم رولینگ استون | [ ۳۳ ]        |
| Spin                       | [ ۳۴ ]        |

بی‌خیال در ۲۴ سپتامبر ۱۹۹۱ منتشر شد. فروشگاه‌های موسیقی آمریکایی در آغاز نزدیک به ۴۶٬۲۵۱ کپی دریافت کردند این در حالی بود که ۳۵٬۰۰۰ نسخه هم در بریتانیا که آلبوم ضدعفونی با موفقیت روبرو شده بود روانه بازار شد. نخستین تک‌آهنگ آلبوم Smells Like Teen Spirit در ۱۰ سپتامبر منتشر شد تا در بین طرفداران alternative rock کمی زمینه‌سازی کند درحالی‌که تک‌آهنگ بعدی، Come as You Are قرار بود توجهات بیشتری را به خود جلب کند. گروه قبل از انتشار آلبوم خود را برای یک تور آمریکایی کوتاه چهار روزه آماده کرد تا از آلبوم پشتیبانی کند. Geffen Records امیدوار بود که نزدیک به ۲۵۰٬۰۰۰ نسخه از آلبوم بی‌خیال بفروش برود که در همان حدی بود که نخستین آلبوم سانیک یوث، Goo فروخته بود. بهترین تخمینی که از آلبوم زده می‌شد این بود که اگر همه‌چیز به خوبی پیش برود آلبوم یک گواهی‌نامه Gld در سپتامبر ۱۹۹۲ کسب کند.
آلبوم، در آغاز در جدول بیلبورد ۲۰۰ در جایگاه ۱۴۴ ایستاد. گفن نزدیک به نیمی از نسخه‌های اولیه آلبوم را در آمریکای شمالی روانه بازار کرد که به سرعت به فروش رفت و برای چند روز غیرقابل تهیه شد. گفن به منظور برآورده کردن درخواست‌ها در این ناحیه، مجبور شد تولید کردن دیگر آلبوم‌ها را برای مدتی متوقف کند. بی‌خیال از همان آغاز خوب می‌فروخت اما، در چند ماه بعد همان‌طور که محبوبیت ترانه Smells Like Teen Spiri بیشتر می‌شد فروش آلبوم هم شتاب بیشتری به خود می‌گرفت. شبکه MTV ویدیوی این ترانه را برای نخستین‌بار به صورت جهانی در نمایش آلترنیتیو آخر شب که 120 Minutes نام داشت، پخش کرد اما به زودی موفقیت آن بحدی رسید که این شبکه تصمیم گرفت این ویدیو را در طول روز هم پخش کند. ترانه خیلی زود یک گواهی‌نامه طلا دریافت کرد اما نیروانا نسبتاً از این موفقیت چندان خوشحال نبود.
درحالی‌که باند مشغول آماده‌شدن برای تور اروپایی‌شان در آغازی نوامبر ۱۹۹۱ بود بی‌خیال برای نخستین‌بار در جمع چهل ترانه برتر بیلبورد قرار گرفت و در جایگاه ۳۵ ایستاد. در این موقع، Smells Like Teen Spirit یک موفقیت واقعی برای آلبوم شده بود و آلبوم آنقدر سریع فروش می‌رفت که هیچ‌کدام از پیش‌بینی‌های گفن در مورد فروش آلبوم درست از آب درنمی‌آمد. مدیر گفن Ed Rosenblatt به نیویورک تایمز گفت که «ما هیچ کاری نکردیم. این فقط یکی از اون موردهایی بود که ما فکر نمی‌کردیم موفق بشه، اما داشت می‌شد».
در ۱۱ ژانویه ۱۹۹۲ بی‌خیال تبدیل به نخستین آلبوم نیروانا شد که به مقام اول می‌رسید بی‌خیال آلبوم خطرناک مایکل جکسون را از صدر جدول به زیر کشید. در این هنگام، بی‌خیال هفته‌ای نزدیک به ۳۰۰٬۰۰۰ می‌فروخت. Come as You Are در نهایت به عنوان دومین تک‌آهنگ آلبوم در مارس ۱۹۹۲ منتشر شد و این تک‌آهنگ هم تبدیل به یک موفقت شد و در جدول تک‌آهنگ‌های بریتانیا در جایگاه نهم و در ۱۰۰ ترانه داغ بیلبورد در جایگاه ۳۲ ایستاد. دو تک‌آهنگ دیگر، Lithium و In Bloom بودند که به ترتیب در جدول تک‌آهنگ‌های بریتانیا رتبه ۱۱ و ۲۸ را کسب کردند.
بی‌خیال در نوامبر ۱۹۹۱ از Recording Industry Association of America گواهی طلا و پلاتینیوم دریافت کرد و در مارس ۱۹۹۹ گواهی الماس دریافت کرد. همچنین در کانادا هم در مارس ۲۰۰۱ از Canadian Recording Industry Association گواهی الماس دریافت کرد و دو بار موفق به دریافت گواهی پلاتینیوم در بریتانیا شد. در سال ۱۹۹۶، Mobile Fidelity Sound Labs در سری ANADISQ بی‌خیال را بر روی vinyl و بر روی یک لوح فشرده طلای ۲۴ عیار منتشر کرد. نسخه سی‌دی ترانه Endless, Nameless را هم دارد. نسخه LP به سرعت فروخته شد اما نسخه لوح فشرده برای سال‌ها در بازار باقی ماند.

## فهرست قطعه‌ها
همهٔ ترانه‌ها توسط کرت کوبین (به‌جز آن‌هایی که ذکر شده) نوشته شده‌است.
| شماره      | نام                              | نویسنده(ها)                     | مدت   |
| ---------- | -------------------------------- | ------------------------------- | ----- |
| ۱.         | «بوی روح نوجوانی می‌ده»           | کوبین، دیو گرول، کریست ناواسلیک | ۵:۰۱  |
| ۲.         | «در شکوفایی»                     |                                 | ۴:۱۴  |
| ۳.         | «خودت را آنطور که هستی نشان بده» |                                 | ۳:۳۹  |
| ۴.         | «زایش»                           |                                 | ۳:۰۳  |
| ۵.         | «لیتیم»                          |                                 | ۴:۱۷  |
| ۶.         | «پالی»                           |                                 | ۲:۵۷  |
| ۷.         | «ادرارهای قلمرونما»              |                                 | ۲:۲۲  |
| ۸.         | «تخلیه شدنت»                     |                                 | ۳:۴۳  |
| ۹.         | «اثر سالنی»                      |                                 | ۲:۳۶  |
| ۱۰.        | «دور بمان»                       |                                 | ۳:۳۲  |
| ۱۱.        | «بر فراز یک دشت»                 |                                 | ۳:۱۶  |
| ۱۲.        | «مانعی بین راه»                  |                                 | ۳:۵۲  |
| ۱۳.        | «بی‌پایان، بی‌نام» (قطعهٔ مخفی)     | کوبین، گرول، ناواسلیک           | ۶:۴۳  |
| مجموع مدت: | مجموع مدت:                       | مجموع مدت:                      | ۴۹:۰۷ |

- «بی‌پایان، بی‌نام» (به انگلیسی: Endless, Nameless) ترانهٔ اضافهٔ موجود در انتهای آلبوم است که با سکوتی چند دقیقه‌ای پس از پایان «چیزی در راه است» آغاز می‌شود. «بی‌پایان، بی‌نام» در همهٔ نسخه‌های منتشر شدهٔ بی‌خیال موجود نیست.